# Lista över hemvideoutgivningar av Simpsons
Utgivningen av TV-serien Simpsons på hemvideo har bland annat kommit som samlingsutgåvor, släppta i olika regioner. Samlingsboxar på DVD med olika säsonger har sedan 2001 släppts i olika regioner över hela världen. De har släppts med Region 1 (Nordamerika), Region 2 (Europa), Region 4 (Nya Zeeland, Australien och Latinamerika) och Region 5 (Ryssland, Asien och Afrika). Från och med 20:e säsongen började serien även släppas på blu-ray.
De första fem boxarna är alla paketerade med ett omslag av ett minnesvärt soffskämt från serien. Från säsong sex fick boxarna en ny design med ett plastomslag format som ett huvud av en medlem i familjen Simpsons. Man kunde alternativt köpa de vanliga boxarna med ett huvud på.
Den 8 april 2015 meddelade Al Jean att serien i fortsättningen enbart distribueras digitalt och inte längre på DVD och blu-ray. I slutet av juli 2017 meddelades dock att serien återigen skulle börja ges ut på DVD, sedan fansen protesterat. 5 december 2017 släpptes säsong 18, vilket var första släppet sedan början av december 2014.

## DVD-boxar
| Boxset | Boxset                                      | DVD release       | DVD release             | DVD release       | DVD release         |
| Boxset | Boxset                                      | Region 1 USA      | Region 2 Storbritannien | Region 2 Sverige  | Region 4 Australien |
| ------ | ------------------------------------------- | ----------------- | ----------------------- | ----------------- | ------------------- |
|        | The Complete First Season                   | 25 september 2001 | 24 september 2001       | 30 juli 2001      | 3 oktober 2001      |
|        | The Complete Second Season                  | 6 augusti 2002    | 8 juli 2002             | 19 juni 2002      | 18 september 2002   |
|        | The Complete Third Season                   | 26 augusti 2003   | 6 oktober 2003          | 8 oktober 2003    | 22 oktober 2003     |
|        | The Complete Fourth Season                  | 15 juni 2004      | 2 augusti 2004          | 25 augusti 2004   | 25 augusti 2004     |
|        | The Complete Fifth Season                   | 21 december 2004  | 21 mars 2005            | 30 mars 2005      | 23 mars 2005        |
|        | The Complete Sixth Season                   | 16 augusti 2005   | 17 oktober 2005         | 26 oktober 2005   | 28 september 2005   |
|        | The Complete Seventh Season                 | 13 december 2005  | 30 januari 2006         | 12 april 2006     | 29 mars 2006        |
|        | The Complete Eighth Season                  | 15 augusti 2006   | 2 oktober 2006          | 4 oktober 2006    | 27 september 2006   |
|        | The Complete Ninth Season                   | 19 december 2006  | 29 januari 2007         | 7 mars 2007       | 21 mars 2007        |
|        | The Complete Tenth Season                   | 7 augusti 2007    | 10 september 2007       | 29 augusti 2007   | 26 september 2007   |
|        | The Complete Eleventh Season                | 7 oktober 2008    | 6 oktober 2008          | 29 oktober 2008   | 5 november 2008     |
|        | The Complete Twelfth Season                 | 18 augusti 2009   | 28 september 2009       | 2 september 2009  | 2 september 2009    |
|        | The Complete Thirteenth Season Även Blu-ray | 24 augusti 2010   | 13 september 2010       | 22 september 2010 | 22 september 2010   |
|        | The Complete Fourteenth Season Även Blu-ray | 6 december 2011   | 10 oktober 2011         | 16 november 2011  | 30 november 2011    |
|        | The Complete Twentieth Season Även Blu-ray  | 12 januari 2010   | 20 september 2010       | 20 oktober 2010   | 20 januari 2010     |

## Region 1 (USA, Kanada)
De här DVD:erna har Dolby Digital 2.0-audio med engelska, spanska och franska ljudspår.

### The Simpsons Treehouse of Horror
Denna DVD släpptes 2 september 2003 och innehåller fyra halloweenrelaterade avsnitt.
- "Treehouse of Horror V"
- "Treehouse of Horror VI"
- "Treehouse of Horror VII"
- "Treehouse of Horror XII

### Christmas with the Simpsons
Denna DVD släpptes 14 oktober 2003. Den innehåller fem jul- eller vinterrelaterade avsnitt från olika säsonger.
- "Simpsons Roasting on an Open Fire"
- "Mr. Plow"
- "Miracle on Evergreen Terrace"
- "Grift of the Magi"
- "She of Little Faith"

### The Simpsons Gone Wild
Denna DVD släpptes 14 september, 2004. Den innehåller fyra partyrelaterade avsnitt från olika säsonger.
- "Homer's Night Out"
- "The Mansion Family"
- "Sunday, Cruddy Sunday"
- "Homer the Moe"

### The Simpsons Christmas 2
Denna DVD släpptes 2 november 2004 och innehåller fyra julrelaterade avsnitt.
- "Homer vs. Dignity"
- "Skinner's Sense of Snow"
- "Dude, Where's My Ranch?"
- "'Tis The Fifteenth Season"

### Bart Wars
Denna DVD släpptes 17 maj 2005 för att sammanfalla med biopremiären av Star Wars: Episod III – Mörkrets hämnd. Dess fyra avsnitt är relaterade till Star Wars.
- "Dog of Death"
- "Marge Be Not Proud"
- "The Secret War of Lisa Simpson"
- "majored to the Mob"

### The Simpsons Kiss And Tell: The Story of Their Love
Denna DVD släpptes 7 februari 2006, en vecka innan alla hjärtans dag. Den innehåller fyra avsnitt relaterade till Homer och Marges förhållande.
- "Natural Born Kissers"
- "Large Marge"
- "Three Gays of the Condo"
- "The Way We Weren't"